# Don't Cha
"Don't Cha" là một bài hát của nhóm nhạc nữ nước Mỹ The Pussycat Dolls hợp tác với rapper người Mỹ Busta Rhymes nằm trong album phòng thu đầu tay của họ, PCD (2005). Nó được phát hành vào ngày 19 tháng 4 năm 2005 bởi A&M Records như là đĩa đơn đầu tiên trích từ album. Bài hát được viết lời bởi Rhymes với Cee-Lo Green, người cũng đồng thời chịu trách nhiệm sản xuất nó, trong đó sử dụng đoạn nhạc mẫu từ bài hát năm 1988 của Sir Mix-a-Lot là "Swass". Ban đầu, "Don't Cha" được thu âm bởi Tori Alamaze và phát hành làm đĩa đơn đầu tay của cô vào năm 2004, nhưng nữ ca sĩ phải quyết định từ bỏ quyền sở hữu bài hát sau những thành công ít ỏi và thái độ không hài lòng từ hãng đĩa của cô. Nó cũng từng bị từ chối bởi một số nghệ sĩ Sugababes và Paris Hilton, trước khi Universal Music Group chọn bài hát để The Pussycat Dolls thể hiện với mong muốn thành lập một nhóm nhạc nữ mới. Đây là một bản R&B với nội dung đề cập đến việc một cô gái đã chế nhạo một chàng trai về bạn gái của anh, và khiến người bạn gái ghen tị bằng cách hỏi liệu anh ấy có muốn một người bạn gái nóng bỏng như cô không.
Sau khi phát hành, "Don't Cha" nhận được những phản ứng đa phần là tích cực từ các nhà phê bình âm nhạc, trong đó họ đánh giá cao giai điệu cũng như quá trình sản xuất của nó, và gọi đây là một bản nhạc nổi bật, nhưng cũng vấp phải nhiều chỉ trích bởi sự xuất hiện của Rhymes. Bài hát còn gặt hái nhiều giải thưởng và đề cử tại những lễ trao giải lớn, bao gồm đề cử tại giải thưởng âm nhạc Billboard năm 2005 cho Top Đĩa đơn bán chạy của năm. "Don't Cha" cũng tiếp nhận những thành công vượt trội về mặt thương mại với việc đứng đầu các bảng xếp hạng ở hơn 15 quốc gia, bao gồm nhiều thị trường lớn như Úc, Áo, Canada, Đan Mạch, Đức, Ireland, New Zealand, Thụy Sĩ và Vương quốc Anh. Tại Hoa Kỳ, nó đạt vị trí thứ hai trên bảng xếp hạng Billboard Hot 100 và trụ vững ở vị trí này trong ba tuần liên tiếp, trở thành đĩa đơn đầu tiên của nhóm và thứ sáu của Rhymes lọt vào top 10 và đồng thời là đĩa đơn có thứ hạng cao nhất của The Pussycat Dolls tại đây.
Video ca nhạc cho "Don't Cha" được đạo diễn bởi Paul Hunter, trong đó The Pussycat Dolls và Rhymes nhảy múa trên một tấm bạt lò xo và tổ chúc một cuộc đua xe Jeep, xen kẽ với những hình ảnh nhóm trình diễn vũ đạo của bài hát trên đường phố. Để quảng bá bài hát, nhóm đã trình diễn nó trên nhiều chương trình truyền hình và lễ trao giải lớn, bao gồm CD:UK, Good Morning America, The Tonight Show with Jay Leno, Top of the Pops, Giải Sự lựa chọn của Giới trẻ năm 2005 và Giải Âm nhạc châu Âu của MTV năm 2005, cũng như trong tất cả những chuyến lưu diễn của họ. Được ghi nhận là bài hát trứ danh trong sự nghiệp của The Pussycat Dolls, "Don't Cha" đã được hát lại và sử dụng làm nhạc mẫu bởi nhiều nghệ sĩ khác nhau, như "Weird Al" Yankovic, Garbage, Westlife và Colbie Caillat, cũng như xuất hiện trong nhiều tác phẩm điện ảnh và truyền hình, bao gồm Desperate Housewives, Date Movie, Easy A, G-Force, King of the Hill, Norbit và Smallville.

## Danh sách bài hát
Đĩa CD tại châu Âu
1. "Don't Cha" (Main phối) hợp tác với Busta Rhymes – 4:47
2. "Don't Cha" (Radio chỉnh sửa) – 4:02

Đĩa CD tại Anh quốc
1. "Don't Cha" (Main phối) hợp tác với Busta Rhymes – 4:47
2. "Don't Cha" (More Booty phối) hợp tác với Busta Rhymes – 4:48
3. "Don't Cha" (Radio chỉnh sửa) – 4:02
4. "Don't Cha" (video ca nhạc) – 3:58

Đĩa CD tại Hoa Kỳ
1. "Don't Cha" (Radio chỉnh sửa) hợp tác với Busta Rhymes – 3:40
2. "Don't Cha" (Radio chỉnh sửa) – 4:02

## Xếp hạng
| Bảng xếp hạng (2005-06)                  | Vị trí cao nhất |
| ---------------------------------------- | --------------- |
| Úc (ARIA)                                | 1               |
| Úc Club Tracks (ARIA)                    | 11              |
| Úc Urban (ARIA)                          | 1               |
| Áo (Ö3 Austria Top 40)                   | 1               |
| Bỉ (Ultratop 50 Flanders)                | 1               |
| Bỉ (Ultratop 50 Wallonia)                | 4               |
| Canada (Canadian Singles Chart)          | 1               |
| Cộng hòa Séc (Rádio Top 100)             | 8               |
| Đan Mạch (Tracklisten)                   | 2               |
| Châu Âu (European Hot 100 Singles)       | 1               |
| Phần Lan (Suomen virallinen lista)       | 7               |
| Pháp (SNEP)                              | 6               |
| Đức (Official German Charts)             | 1               |
| Hy Lạp (IFPI Greece)                     | 3               |
| Hungary (Rádiós Top 40)                  | 6               |
| Hungary (Dance Top 40)                   | 1               |
| Ireland (IRMA)                           | 1               |
| Ý (FIMI)                                 | 5               |
| Hà Lan (Dutch Top 40)                    | 2               |
| Hà Lan (Single Top 100)                  | 2               |
| New Zealand (Recorded Music NZ)          | 1               |
| Na Uy (VG-lista)                         | 1               |
| Scotland (OCC)                           | 1               |
| Thụy Điển (Sverigetopplistan)            | 5               |
| Thụy Sĩ (Schweizer Hitparade)            | 1               |
| Anh Quốc (OCC)                           | 1               |
| Anh Quốc R&B (OCC)                       | 1               |
| Hoa Kỳ Billboard Hot 100                 | 1               |
| Hoa Kỳ Dance Club Songs (Billboard)      | 1               |
| Hoa Kỳ Hot R&B/Hip-Hop Songs (Billboard) | 8               |
| Hoa Kỳ Pop Airplay (Billboard)           | 2               |
| Hoa Kỳ Rhythmic (Billboard)              | 15              |

| Bảng xếp hạng (2005)                 | Vị trí |
| ------------------------------------ | ------ |
| Australia (ARIA)                     | 2      |
| Australia Urban (ARIA)               | 1      |
| Austria (Ö3 Austria Top 75)          | 11     |
| Belgium (Ultratop 50 Flanders)       | 12     |
| Belgium (Ultratop 40 Wallonia)       | 22     |
| Denmark (Tracklisten)                | 8      |
| Europe (European Hot 100 Singles)    | 2      |
| Finland (Suomen virallinen lista)    | 77     |
| France (SNEP)                        | 37     |
| Germany (Official German Charts)     | 8      |
| Hungary (Rádiós Top 40)              | 67     |
| Ireland (IRMA)                       | 7      |
| Italy (FIMI)                         | 43     |
| Netherlands (Dutch Top 40)           | 15     |
| Netherlands (Single Top 100)         | 16     |
| New Zealand (Recorded Music NZ)      | 5      |
| Sweden (Sverigetopplistan)           | 31     |
| Switzerland (Schweizer Hitparade)    | 5      |
| UK Singles (Official Charts Company) | 5      |
| US Billboard Hot 100                 | 9      |
| US Hot Dance Club Songs (Billboard)  | 1      |
| US Hot R&B/Hip-Hop Songs (Billboard) | 56     |
| US Pop Songs (Billboard)             | 5      |
| Bảng xếp hạng (2006)                 | Vị trí |
| Germany (Official German Charts)     | 95     |
| Hungary (Rádiós Top 40)              | 64     |
| Hungary (Dance Top 40)               | 36     |
| UK Singles (Official Charts Company) | 125    |

| Bảng xếp hạng (2000-09)              | Vị trí |
| ------------------------------------ | ------ |
| Australia (ARIA)                     | 31     |
| Germany (Official German Charts)     | 90     |
| UK Singles (Official Charts Company) | 73     |
| US Hot Dance Club Songs (Billboard)  | 16     |

## Chứng nhận
| Quốc gia                                                                           | Chứng nhận  | Số đơn vị/doanh số chứng nhận |
| ---------------------------------------------------------------------------------- | ----------- | ----------------------------- |
| Úc (ARIA)                                                                          | 2× Bạch kim | 140.000^                      |
| Áo (IFPI Áo)                                                                       | Vàng        | 15.000*                       |
| Bỉ (BEA)                                                                           | Vàng        | 10,000*                       |
| Đức (BVMI)                                                                         | Bạch kim    | 500.000‡                      |
| New Zealand (RMNZ)                                                                 | Vàng        | 5.000*                        |
| Thụy Điển (GLF)                                                                    | Vàng        | 10.000^                       |
| Thụy Sĩ (IFPI)                                                                     | Vàng        | 20.000^                       |
| Anh Quốc (BPI)                                                                     | Bạch kim    | 822,000                       |
| Hoa Kỳ (RIAA)                                                                      | Bạch kim    | 3,000,000                     |
| * Chứng nhận dựa theo doanh số tiêu thụ. ^ Chứng nhận dựa theo doanh số nhập hàng. |             |                               |